# 増税解散
増税解散（ぞうぜいかいさん）は、1979年9月7日に行われた衆議院解散の俗称である。

## 概要
1978年11月の自由民主党総裁選挙で現職の総理総裁であった福田赳夫を破って総裁になることが決まった大平正芳は翌12月に首相に就任した。
1979年に大平が議長を務めた東京サミットの終了後に衆議院解散の機運が高まり、それとの関連で第88回臨時国会の召集時期が焦点となった。8月30日に召集された第88回臨時国会で9月3日に所信表明演説が行われ、「不足する財源は国民の理解を得て、新たに負担を求めることにせざるを得ない」と解散総選挙宣言とも取れる形で増税の必要性を訴えた。大平は1979年1月から財政改善のための一般消費税の導入構想を掲げており、新たな税負担というのは一般消費税のことを指すとされた。大平は1975年の三木内閣の蔵相時代に酒・煙草・郵便の値上三法案が第75回通常国会において与野党伯仲状態であった参議院で採決できずに廃案となった結果、赤字国債が発行されていたことから、財政家として財政再建問題を考えるようになった。1977年の政府税制調査会の答申で財政再建のための一般消費税を創設する結論が出ており、この頃から一般消費税が政治のテーマになり始めた。
上記の経緯があって、9月7日に衆議院が解散された。大平は臨時閣議を開き、「新たな80年代の構築に向けて、政局の一新を図るべく、国民の審判を仰ぐことにした」旨の声明を発表した。大平には、1979年の統一地方選挙での保守復調傾向や各種世論調査での自民党支持率の上昇を背景に、1980年の自民党総裁選挙での再選で長期政権への足固めをし、財政再建の柱として一般消費税導入などの増税を打ち出して、一気に政策課題を片付ける狙いがあった。
しかし、一般消費税導入に消費者団体や財界から批判の声が上がり、自民党内からも反対の声が上がった。解散翌日に日本鉄道建設公団の不正経理問題が報じられ、不正経理問題は中央省庁にも飛び火した。税の無駄遣いに関する報道により増税への国民の反発が強くなり、野党も増税反対で攻勢を図り、自民党内でも「増税では選挙で戦えない」と不満が出た。大平は投票の数日前に一般消費税導入の断念を表明した。
9月7日に第35回衆議院議員総選挙の投票が行われた。

## その他
消費税増税は「関わると選挙に負ける」と言われ歴代政権を悩ます「鬼門」とされているが、大平の増税解散はその嚆矢となった。